# 圣雅各伯宗徒堂 (弗利)

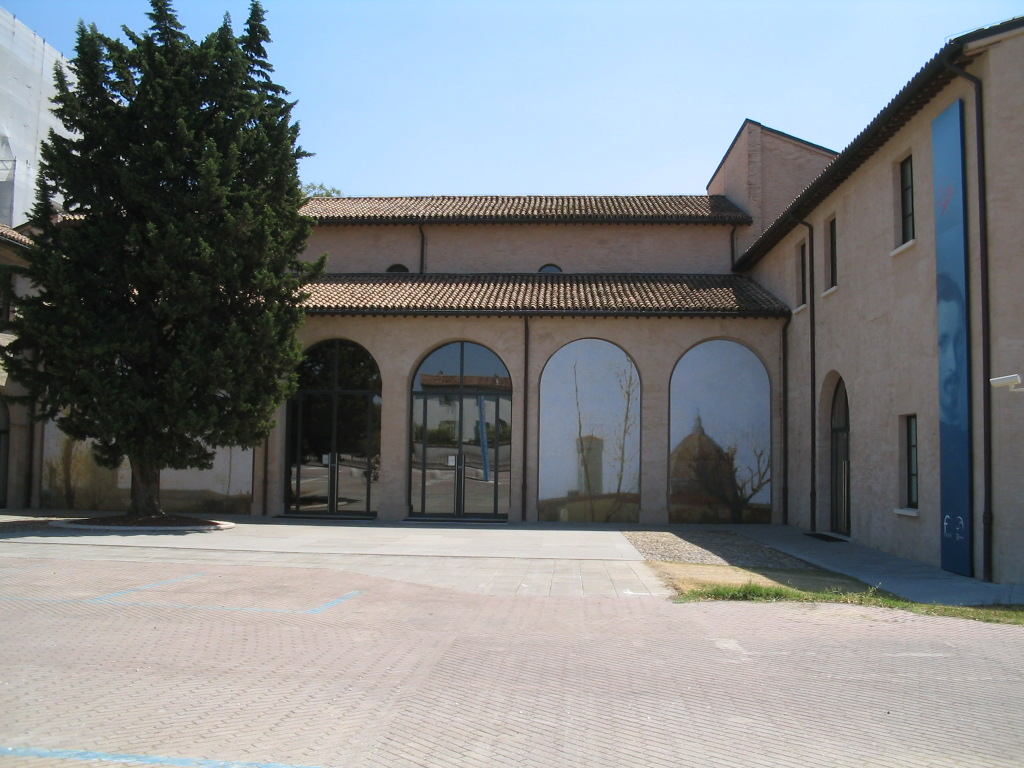

圣雅各伯宗徒堂（San Giacomo Apostolo）是一座中世纪晚期的教堂，位于意大利艾米利亚-罗马涅大区弗利。
该堂建于13世纪，位于城南。堂内驻有道明会修士，因而俗称圣道明堂（San Domenico）。
在16世纪上半叶，修道院进行了扩建。

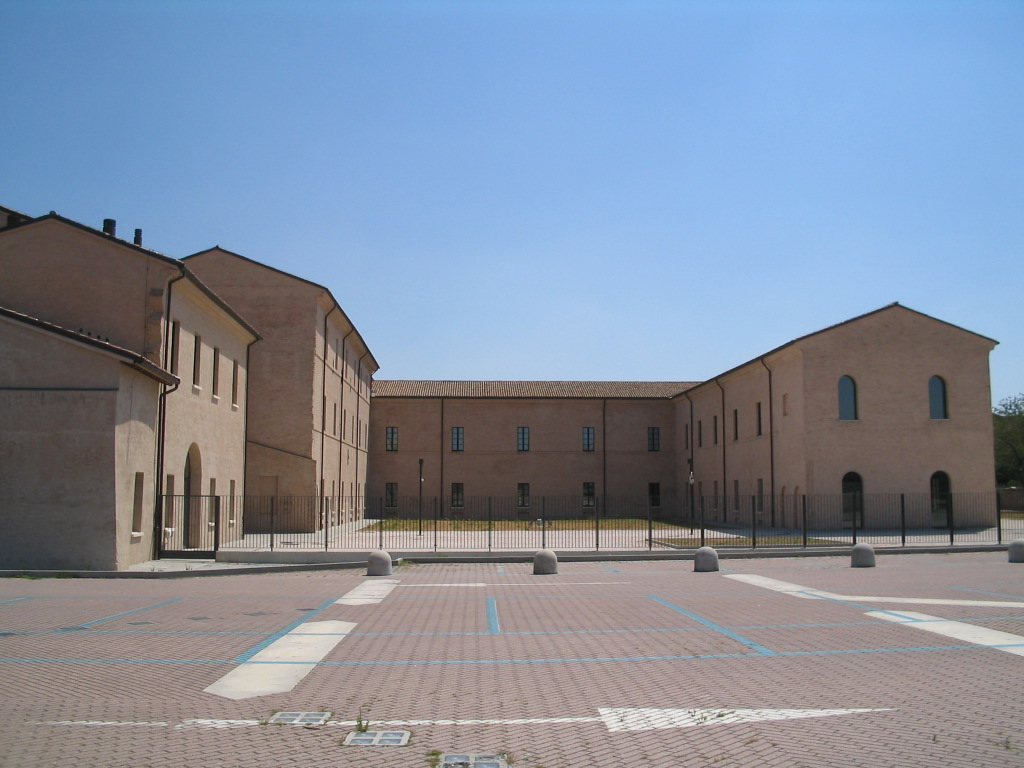

1715年至1719年，教堂内部进行修复,改为晚期巴洛克风格。
1807年，修道院被拿破仑取缔，改为军车库。此后，情况逐渐恶化。1978年，屋顶倒塌,教堂拆除。
目前该堂正在进行一项庞大的修复工程，其中一部分成为博物馆的所在地。